# Ofițer și gentleman
Ofițer și gentleman (în engleză An Officer and a Gentleman) este un film american din 1982 care relatează povestea unui ofițer aviator candidat din U.S. Navy, care vine în conflict cu sergentul de artilerie , care îl antrenează. Filmul a fost regizat de Taylor Hackford după scenariul scris de Douglas Day Stewart și a fost produs de Lorimar Productions pentru Paramount Pictures. Rolurile principale sunt interpretate de Richard Gere, Debra Winger și Louis Gossett, Jr.. Titlul filmului folosește o expresie veche din Marina Regală britanică și din Uniform Code of Military Justice, prin care unii militari erau acuzați a avea un "comportament nepotrivit pentru un ofițer și un gentleman" (din 1860). Ofițer și gentleman a fost lansat în SUA la 28 iulie 1982.

## Rezumat
Zachary "Zack" Mayo (Richard Gere) a locuit cu tatăl său Byron (Robert Loggia), un asistent de șef de echipajîn U.S. Navy, de la începutul adolescenței, după ce mama lui Zack s-a sinucis. Sperând să urmeze o viață diferită de cea a tatălui său, Zack se înrolează la Școala de Ofițeri Aviatori ai Marinei.
Zack și colegii său candidați sunt "primiți" de către instructorul-șef Emil Foley (Louis Gossett, Jr.), sergentul de artilerie din Marină. Foley le spune în mod clar că programul este conceput pentru a elimina cât mai mulți potențiali cadeți și că numai cei mai buni vor câștiga "premiul", un angajament în Marină și o pregătire de zbor de 1.000.000 $. Zack se împrietenește cu colegii Sid Worley (David Keith) și femeia recrut Casey Seeger (Lisa Eilbacher).
Zack și Sid întâlnesc două fete localnice la un dans găzduit de Marină - muncitoarele de fabrică Paula Pokrifki (Debra Winger) și Lynette Pomeroy (Lisa Blount), cu care fiecare dintre ei începe o relație romantică.
Foley se comportă cu  Zack fără milă, crezând că el ar putea fi un ofițer remarcabil, dar lipsit de motivație și de autodisciplină. Atunci când afacerea lui Zack de vânzare de bocanci lustruiți și de catarame este descoperită, Foley îl terorizează un week-end întreg în încercarea de a-l face să renunțe, dar Zack refuză să cedeze. Foley îi spune apoi lui Zack că îl va da afară; Zack cedează nervos în cele din urmă și-i spune lui Foley că el nu are unde să meargă și nu are nimic altceva în viața lui. Mulțumit că Zack a ajuns la o autorealizare crucială, Foley îi permite să rămână.
În timp ce Zack și Paula își petrec împreună următorul week-end, ea îl duce acasă pentru a lua masa cu familia ei. După cină, ea îi arată lui Zack o fotografie veche a tatălui său adevărat. Acesta era un ofițer candidat care a refuzat să se căsătorească cu mama ei atunci când ea a rămas însărcinată.
Mai târziu, Zack are o șansă de a doborî un timp record la o cursă cu obstacole; în același timp, Seeger va fi descalificat dacă nu va putea trece peste un perete care i-a cauzat multe probleme. Zack abandonează încercarea sa de a doborî recordul, în scopul de a o ajuta pe Seeger să treacă peste zid și ea reușește.
După o cină cu Sid și cu părinții lui aflați în oraș, Zack află că Sid are o prietenă mai veche acasă, cu care intenționează să se căsătorească după ce va fi încorporat. Între timp, Lynette îi spune lui Sid că ea ar putea fi gravidă. În timpul unui simulări de înaltă altitudine într-o cameră de presiune, Sid are brusc un atac de anxietate. Dându-și seama că el a intrat în programul de pregătire dintr-un sentiment de obligație față de familia sa, Sid renunță la pregătire, părăsește baza, iar Zack și Paula merg să-l caute.
Sid merge la casa lui Lynette și o cere în căsătorie. Ea îl refuză, dar nu înainte de a mărturisi că nu era însărcinată. Ea voia ca el să absolve programul de pregătire pentru a-și îndeplini visul de a se mărita cu un aviator și îl blestemă pentru că a abandonat. Mai târziu, Zack și Paula vin să o vadă pentru a afla unde ar putea fi Sid. Descurajat că a fost respins de Lynette, Sid se duce într-o cameră de motel și se sinucide. Zack decide să renunțe și el la programul de pregătire, dar Foley nu-l va lăsa să plece când era atât de aproape de absolvire. El și Zack susțin un meci neoficial de arte marțiale în timp ce plutonul se uită la ei. Deși Zack domină cea mai mare a luptei (ca urmare a furiei sale pe Foley, despre care a crezut că a jucat un rol în sinuciderea lui Sid prin faptul că nu l-a oprit să plece), Foley reușește să câștige, lovindu-l pe Zack în vintre. Foley îi spune apoi că poate renunța la program, dacă vrea.
Zack se prezintă la festivitatea de absolvire și intră în corpul Marinei împreună cu clasa lui. După tradiție U.S. Navy, el primește primul său salut de la Foley, în schimbul unui dolar american de argint. În timp ce tradiția cere ca instructorul să pună moneda în buzunarul stânga de la cămașă, Foley pune moneda în buzunarul drept și-i oferă lui Zack un salut perfect, recunoscând că Zack a fost un candidat deosebit. Zack îi spune că niciodată nu-l va uita și că el nu ar fi reușit fără îndrumarea lui.
Zack, acum stegar, o caută pe Paula la fabrica unde lucrează aceasta. El o ia în brațe și iese cu ea afară în aplauzele și uralele tuturor colegilor ei de muncă.

## Distribuție
- Richard Gere - ofițer candidat/stegar Zack Mayo
- Debra Winger - Paula Pokrifki
- Louis Gossett, Jr. - sergentul de artilerie Emil Foley
- David Keith - ofițer candidat Sid Worley
- Lisa Blount - Lynette Pomeroy
- Lisa Eilbacher - ofițer candidat/stegar Casey Seeger
- Tony Plana - ofițer candidat/stegar Emiliano Della Serra
- Harold Sylvester - ofițer candidat/stegar Lionel Perryman
- David Caruso - ofițer candidat Topper Daniels
- Robert Loggia - ajutor de șef de echipaj clasa I Byron Mayo (tatăl lui Zack)
- Victor French - Joe Pokrifki (tatăl vitreg al Paulei)
- Grace Zabriskie - Esther Pokrifki (mama Paulei)
- Ron Hayes - aspirant
- Tommy Petersen - tânărul Zack
- Ed Begley Jr. - vocea instructorului din camera aflată la altitudine
- John Laughlin - Troy (localnicul care-l provoacă la bătaie pe Zack)

## Reacție

### Box office
Ofițer și gentleman a avut un succes mare la box office și a devenit al treilea film ca încasări din 1982. El a avut încasări de 3.304.679 $ în primul week-end și încasări totale de 129.795.554 $ pe piața internă.

### Recepție
Ofițer și gentleman a fost bine primit de critică și este considerat unul dintre cele mai bune filme ale anului 1982. Filmul are un rating foarte mare de 94% "proaspăt" pe situl Rotten Tomatoes. El a primit recenzii foarte bune din partea criticilor, mai ales de la Roger Ebert, care i-a dat patru stele. Ebert a descris Ofițer și gentleman ca "un film minunat tocmai pentru că este atât de dispus să se ocupe de probleme de dragoste..."
Rex Reed a făcut o recenzie strălucitoare în care a comentat: "Acest film te va face să te simți de zece picioare!" Criticul britanic de film Mark Kermode, un admirator al lui Taylor Hackford, a observat: "Este un film mult mai dur decât își amintesc oamenii; nu e un film romantic...".
Filmul a primit, de asemenea, recunoașterea din partea American Film Institute. El a fost clasificat pe locul 29 în topul 100 Years…100 Passions, o listă a celor mai mari povești de dragoste americane. Ofițer și gentleman a fost, de asemenea, numit al 68-lea film cel mai inspirator în 100 Years…100 Cheers. Melodia "Up Where We Belong" a fost clasată pe locul 75 în 100 Years…100 Songs.

### Premii
Premii câștigate:
- Premiul Oscar pentru cel mai bun actor în rol secundar - Louis Gossett, Jr.
- Premiul Oscar pentru cea mai bună melodie originală - "Up Where We Belong", Jack Nitzsche și Buffy Sainte-Marie (muzică), Will Jennings (versuri). Producătorul Don Simpson s-a plâns: "Melodia nu este bună. Ea nu este un hit" și a cerut, fără succes, ca aceasta să fie tăiată din film. "Up Where We Belong" a devenit mai târziu melodia nr. 1 în topurile Billboard.
- Premiul BAFTA pentru cea mai bună melodie originală - "Up Where We Belong", Jack Nitzsche și Buffy Sainte-Marie (muzică), Will Jennings (versuri)
- Premiul Academiei Japoneze pentru cel mai bun film străin

Nominalizări la premii:
- Premiul Oscar pentru cea mai bună actriță - Debra Winger
- Premiul Oscar pentru cea mai bună coloană sonoră
- Premiul Oscar pentru cel mai bun montaj
- Premiul Oscar pentru cel mai bun scenariu original

## Coloana sonoră
| Cântec                                       | Versuri de                                                 | Interpretat de                |
| -------------------------------------------- | ---------------------------------------------------------- | ----------------------------- |
| "Up Where We Belong"                         | Will Jennings                                              | Joe Cocker și Jennifer Warnes |
| "Treat Me Right"                             | D. Lubahn and Pat Benatar                                  | Pat Benatar                   |
| "Hungry for Your Love"                       | Van Morrison                                               | Van Morrison                  |
| "Be Real"                                    | D. Sahm                                                    | The Sir Douglas Quintet       |
| "Tush"                                       | B. Gibbons, D. Hill and F. Beard                           | ZZ Top                        |
| "Tunnel of Love"                             | M. Knopfler                                                | Dire Straits                  |
| "Feelings"                                   | Morris Albert                                              | Morris Albert                 |
| "Tie a Yellow Ribbon Round the Ole Oak Tree" | Irwin Levine și L. Russell Brown                           |                               |
| "Anchors Aweigh"                             | Charles A. Zimmerman, George D. Lottman și Alfred H. Miles |                               |
| "Moon River"                                 | Henry Mancini și Johnny Mercer                             |                               |
| "Big Money Dollars"                          | John Thomas Lenox                                          |                               |
| "Gamelan Gong: Barong Dance"                 | David Lewiston                                             |                               |
| "The Plains of Mindanao"                     | Bayanihan 7                                                |                               |
| "Galan Kangin"                               | Gong Kebyar, Sebatu                                        |                               |

## Adaptări
- Takarazuka Revue a adaptat filmul într-un muzical din 2010 din Japonia (Takarazuka Grand Theater; Tokyo Takarazuka Theater). Muzica a fost interpretată de Star Troupe, iar distribuția i-a inclus pe Reon Yuzuki ca Zack Mayo, Nene Yumesaki ca Paula Pokrifki și Kaname Ouki ca sergentul Emil Foley.[14]